# Nordic Optical Telescope
Nordic Optical Telescope (NOT) – optyczny teleskop astronomiczny znajdujący się na La Palma – jednej z Wysp Kanaryjskich.
Został oddany do użytku w 1988 roku, a regularne obserwacje odbywają się od roku 1989. Finansowany jest przez Danię, Szwecję, Islandię, Norwegię i Finlandię.
Nordic Optical Telescope był pierwszym duży teleskopem, w którym zastosowano optykę aktywną. Średnica głównego zwierciadła teleskopu wynosi 2,56 m.